# Węzeł wodny
Węzeł wodny – system infrastruktury hydrograficznej i strug obejmujących obszar z budowlami i urządzeniami hydrotechnicznymi oraz zabudową urbanistyczno-architektoniczną stanowiący element dróg wodnych łączących skanalizowane, bądź spławne cieki wodne, dorzecza, jeziora i  przyległe szlaki wodne mający wpływ na kształt obszaru cywilizacyjnego.